# Dead Flowers
«Dead Flowers» — песня американской кантри-певицы Миранды Ламберт, вышедшая в качестве 1-го сингла с третьего студийного альбома Ламберт Revolution (2009).
За исполнение песни Ламберт получила номинацию на Премию Грэмми в категории Лучшее вокальное исполнение кантри-певицами.

## История
Сингл вышел 4 мая 2009 года на студии Columbia Nashville и получил положительные отзывы музыкальной критики и интернет изданий: «Slant Magazine», «Roughstock», «Frequency Magazine».
Музыкальное видео было снято режиссёром Randee St. Nicholas, а премьера прошла 16 июля 2009 года на канале CMT.

## Награды и номинации
| Награда                 | Категория                             | Результат |
| ----------------------- | ------------------------------------- | --------- |
| 52-я церемония «Грэмми» | Best Female Country Vocal Performance | Номинация |

## Чарты
| Чарт (2010)                       | Высшая позиция |
| --------------------------------- | -------------- |
| США (Billboard Hot Country Songs) | 37             |